# Tanko crijevo
Tanko crijevo je dio probavnog sustava. U tankom crijevu probavljena hrana u cijelosti se preradi i pretvori u tekućinu, pa odlazi u krv. Kod osobe od pet godina pa nadalje, tanko je crijevo dugačko 5-6 metara. Hrana iz želuca nastavlja probavu u prvi dio tankog crijeva (dvanaesnik) a iz tankog crijeva u debelo crijevo. Kroz tanko crijevo hrana putuje valovitim stezanjem mišića koje se zove peristaltika.
Tanko se crijevo sastoji od tri dijela:                                                             
- dvanaesnika (duodenuma), duljine cca. 30 cm (što odgovara širini dvanaest palčeva, od kojega i potječe naziv) u koga se ulijevaju probavni sokovi jetre i gušterače (pH 5 - 7,5), te žuč iz žučnog mjehura

- jejunuma, duljine 2-3 m, u kojemu se dovršava razgradnja hrane (pH 6,5 - 8) Latinska riječ jejunum po kojoj je crijevo dobilo ime znači gladan jer je ovo crijevo veći dio vremena uglavnom prazno)

- ileuma, duljine oko 4 m, u kojemu se razgrađeni sastojci hrane upijaju u krv

## Funkcija
Probava proteina u peptide i aminokiseline uglavnom se pojavljuje u želucu ali katkad i u tankom crijevu. Tamo se događa većina kemijskih reakcija; peptidi se degradiraju u aminokiseline; lipidi (masti) degradiraju u masne kiseline i glicerol; a ugljikohidrati degradiraju u jednostavnije šećere (npr. glukozu)